# Ezequiel Sepeng
Ezequiel Sepeng (Potchefstroom, Sudáfrica, 30 de junio de 1974) es un atleta sudafricano, especialista en la prueba de 800 m, en la que llegó a ser subcampeón mundial en 1999.

## Carrera deportiva
En los JJ. OO. de Atlanta 1996 ganó la medalla de plata en 800 metros, tras el noruego Vebjørn Rodal y por delante del keniano Fred Onyancha.
Tres años más tarde, en el Mundial de Sevilla 1999 volvió a ganar la plata en 800 m, con un tiempo de 1:43.32 segundos, tras el danés Wilson Kipketer y por delante del argelino Djabir Saïd-Guerni.